# 三分損益法
三分損益法（さんぶんそんえきほう）とは、三分損一、および三分益一と呼ばれる方法を組み合わせて音階を得る方法である。近代邦楽では、順八逆六（じゅんぱちぎゃくろく）の法とも呼ばれる。
管楽器の管、または弦楽器の弦の長さを（弦ならその張力を一定に保ちながら）その三分の一の長さだけ短くすると、最初の音より完全五度高い音（属音）が得られる。これを、三分損一と（近代邦楽では、三分一損とも、順八とも）言う。
逆に三分の一の長さを足した場合、完全四度低い音が得られる。これを三分益一と言う（近代邦楽で言うところでは逆六）。
この二つを組み合わせて音階を得る方法を三分損益法といい、ピタゴラス音律と原理は同じである。
三分損益法は古代の中国で考案された。『史記』25巻「律書第三」に「律數 九九八十一以為宮 三分去一 五十四以為徵 三分益一 七十二以為商 三分去一 四十八以為羽 三分益一 六十四以為角」とあり、『管子』「第58篇地員」の中にも解説がある。蔡元定は三分損益法を元に『律呂新書』で十八律をまとめ、朱熹の『儀礼経伝通解』では、その内容が『律呂新書』と重なる。
黄鐘を起点として、三分損益法を11回繰り返せば十二律が得られるが、三分損益法の計算上は、黄鐘を起点にして11回繰り返したときの最後の音、つまり12番目の音である仲呂から次の律(13番目)を求めても起点である黄鐘と同じ音は得られない（ピタゴラスコンマだけ高くなる）。前漢時代の京房はこの13番目の音を「執始」と名付け、この方法を黄鐘を起点として59回も繰り返し適用することで、六十律を作り、南北朝時代の宋の銭楽之はこれを更に推進して三百六十律を作ったが、両者とも演奏上実用されることはなかった。

## 注
1. ↑   司馬遷 (中国語), 史記/卷025, ウィキソースより閲覧。
2. ↑   管仲 (中国語), 管子/第58篇地員, ウィキソースより閲覧。
3. ↑  変徴の声
4. ↑  律呂新書:新潟大学
5. ↑  中国雅楽における楽律の思想的位置  ―宋代楽論と蔡元定『律呂新書』及び朱熹『儀礼経伝通解』 (PDF) 社団法人  東洋音楽学会   第 58 回大会プログラム  ─『地域』の音楽とその研究─